# محمدصادق آذین
محمدصادق آذین (زاده ۱۴ تیر ۱۳۲۸ - لنگرود) تهیه‌کننده و مدیر تولید سینما اهل ایران است. وی مدیر تولید ۴۶ فیلم سینمایی بوده است.

## فعالیت حرفه‌ای

### تهیه‌کننده
- بهشت اینجاست (۱۳۸۹)
- اسب (۱۳۸۴)
- بیگانگان (۱۳۷۸)

### بازیگر
- آپارتمان شماره ۱۳ (۱۳۶۹)

### مدیر تولید
- بدون تاریخ، بدون امضاء (۱۳۹۵)
- ملی و راه‌های نرفته‌اش (۱۳۹۵)
- بادیگارد (۱۳۹۴)
- آتش‌بس۲ (۱۳۹۳)
- تگرگ و آفتاب (۱۳۹۳)
- چهارشنبه ۱۹ اردیبهشت (۱۳۹۳)
- ضد گلوله (۱۳۹۰)
- دونده زمین (۱۳۸۹)
- زبان مادری (۱۳۸۹)
- قبرستان غیرانتفاعی (۱۳۸۹)
- یکی از ما دو نفر (۱۳۸۹)
- زمهریر (۱۳۸۸)
- دربارهٔ الی (۱۳۸۷)
- محاکمه در خیابان (۱۳۸۷)
- یوسف پیامبر (۱۳۸۶)
- آتش‌بس (۱۳۸۴)
- حکم (۱۳۸۴)
- عاشق مترسک (۱۳۸۲)
- رأی باز (۱۳۸۱)
- فرش باد (۱۳۸۱)
- واکنش پنجم (۱۳۸۱)
- ایستگاه متروک (۱۳۸۰)
- بمانی (۱۳۸۰)
- زیستن (۱۳۸۰)
- سایه روشن (۱۳۸۰)
- فردا (۱۳۸۰)
- از کنار هم می‌گذریم (۱۳۷۹)
- بیگانگان (۱۳۷۸)
- مومیایی۳ (۱۳۷۸)
- راز مینا (۱۳۷۵)
- هتل کارتن (۱۳۷۵)
- بیگانه‌ای در شهر (۱۳۷۴)
- نون و گلدون (۱۳۷۴)
- آخرین بندر (۱۳۷۳)
- سفر (۱۳۷۳)
- سلام سینما (۱۳۷۳)
- مهریه بی بی (۱۳۷۳)
- چشم شیطان (۱۳۷۲)
- دمرل (۱۳۷۲)
- عصیان (۱۳۷۲)
- تماس شیطانی (۱۳۷۱)
- دلاوران کوچه دلگشا (۱۳۷۱)
- آپارتمان شماره ۱۳ (۱۳۶۹)
- چون ابر در بهاران (۱۳۶۹)
- شهر خاکستری (۱۳۶۹)
- گراند سینما (۱۳۶۷)